# 5769 Мішар
5769 Мішар (5769 Michard) — астероїд головного поясу, відкритий 6 серпня 1987 року.
Тіссеранів параметр щодо Юпітера — 3,229.